# Álvarez Rabo
Álvarez Rabo és l'heterònim d'un historietista basc d'origen gallec que desitja mantenir la seua identitat en l'anonimat i que, per a això, ha dotat al seu àlter ego d'una biografia fictícia, de trets caricaturescos.

## Dades biogràfiques (fictícies)
La biografia que aquest anònim historietista atribueix al seu àlter ego Álvarez Rabo és la d'un home nascut als anys 60 en Monforte de Lemos (Lugo) i emigrat a primerenca edat al País Basc. Dona a entendre que en la seua joventut va tenir alguna militància d'esquerres que li va dur a la presó. En l'actualitat, afirma, s'ha convertit en una persona conformista, casat i amb dos fills (Jhónatan i Yhedra, que apareixen amb freqüència en les seues historietes), treballa de dependent en la secció d'esports dels grans magatzems El Corte Inglés. Diu també que la por a perdre aquest lloc de treball és el que li fa ocultar la seua identitat. En les fotografies apareix amb vestit (a l'estil dels treballadors d'aquesta cadena de magatzems) i amb una mitja de niló cobrint-li la cara.

## Trajectòria artística
El seu dibuix és molt característic, de traç ràpid, poc treballat i descaradament cutre. Álvarez Rabo té a gal·la dedicar el menor temps possible als seus còmics. Sovint dona a les seues historietes la dada del temps invertit en la seua execució. El seu humor és radicalment directe, brut i fins i tot groller, abundant el sexe i l'escatologia. Els seus admiradors afirmen que és un antropòleg sagaç, un feminista convençut i un lúcid crític social que no té res de superficial. Les seues obres les han prologat personatges tan dispars com Fernando Savater, Pepe Rei, Mariano Ozores, Lucía Etxebarria, Juan María Arzak, Martín Berasategui, Andoni Luis Adúriz o un anònim secretari d'Estat del govern de Felipe González, signant amb pseudònim.
Les primeres historietes d'Álvarez Rabo es van publicar en fanzines de factura casolana, encara que són més conegudes les seues col·laboracions en la revista basca TMEO, en la qual va participar des dels seus inicis. Al llarg dels 90 també va començar a publicar regularment en la revista El Víbora i les seues pàgines han aparegut així mateix en diversos fanzines amb certa regularitat. Va collir un primer gran èxit amb el seu assaig sexual A les dones no les agrada cardar (A las mujeres no les gusta follar, en versió castellana original), i des de llavors ha publicat diversos àlbums i recopilatoris de les seues pàgines. Alguns col·lectius han intentat en diverses ocasions impedir la difusió de la seua obra a causa d'uns continguts considerats grollers o blasfems. Així, el 1995 va esclatar un escàndol per la publicació en una revista finançada pel ministeri d'Assumptes Socials espanyol d'una historieta d'Álvarez Rabo, L'increïble home de la titola menguant (El increíble hombre de la polla menguante, en versió castellana original). El Partit Popular, llavors en l'oposició, i diversos mitjans de comunicació van acusar la ministra Matilde Fernández de dedicar diners públics a finançar pornografia, i això tenint en compte que l'obra que en principi anava a incloure en el recoplatori (Terrorista per amor, on un membre de l'organització integrista Pus, caricatura de l'Opus Dei, es convertia en activista d'ETA per l'amor d'una dona) va ser retirada davant el consell d'un funcionari de l'esmentat ministeri). A les dones no les agrada cardar (1997), obra que sovint és considerada per la crítica com la millor d'Álvarez Rabo (Lucía Etxebarria afirma que és el seu llibre de capçalera), va ser segrestada en alguns llocs d'Itàlia per ordre judicial.
A finals de 2002 Álvarez Rabo va manifestar públicament la seua decisió de procedir al seu «suïcidi creatiu» com dibuixant de còmics, abandonant per a sempre aquesta activitat a partir del dia 11 de setembre, aniversari del colp d'estat a Xile. Va Deixar oberta la possibilitat de reconsiderar la seua decisió si aquesta causava «alarma social», alarma que va xifrar en mil cartes de correu tradicional que havien de ser enviades a les redaccions de les revistes TMEO i El Víbora. Va rebre un total de 132 cartes, la qual cosa li va sorprendre doncs esperava una quantitat considerablement menor.
El 2007 va començar a publicar al seu blog una nova historieta llarga, Letizia i el sexe, que ha estat recentment cancel·lada per pressions... de la seua dona. També ha publicat en la xarxa animacions de diverses de les seues historietes, realitzades per diferents persones. l'11 de setembre de 2007, convoca la I Trobada Internacional de Fans d'Álvarez Rabo, prometent ressuscitar artísticament si s'arriba a la xifra de 10.000 assistents, que resultà ser un gran fracàs.